# 萘替芬
萘替芬（商品名：Exoderil、Naftin）是一种含氮有机化合物，分子式C21H21N，通常以盐酸盐的形式存在，可作为抗足癣、股癣的抗真菌药。